# الاستحداد
الاستحداد حلق شعر العانة، وشعر العانة هو الشعر النابت فوق ذكر الرجل وفرج المرأة وحواليهما.

## حكم الاستحداد
الاستحدادُ سُنَّة من سنن الفطرة، باتِّفاقِ المَذاهِبِ الفِقهيَّةِ الأربَعةِ: الحنفيَّة، والمالكيَّة والشَّافعيَّة والحنابلة.
يقول النبي محمد في الحديث الصحيح: (مِنَ الفِطْرَةِ: حَلْقُ العَانَةِ، وَتَقْلِيمُ الأظْفَارِ، وَقَصُّ الشَّارِبِ)
سنن الفطرة: الخصال التي فطر الله الناس عليها، والتي يكمُل المرء بها حتى يكون على أفضل الصفات وأجمل الهيئات.
وثبت علميا أن الاستحداد يحافظ على صحة الجسم وقوته وسلامته؛ لأن تكاثر الشعر في هذه المنطقة يسبب الكثير من الالتهابات الجلدية التي تضر بالجسم
```
عن 
عائشةَ
 رَضِيَ اللهُ عنها قالت: قال رسولُ الله صلَّى اللهُ عليه وسلَّم: ((عشرٌ مِن الفِطرة: قصُّ الشَّارب، 
وإعفاءُ اللِّحيةِ
، 
والسِّواكُ
، واستنشاقُ الماءِ، وقصُّ الأظفارِ، وغَسلُ البَراجِم، ونَتْفُ الإبْط، وحَلْقُ العانةِ، وانتقاصُ الماءِ)). قال زكريَّا: قال مُصعَبٌ: ونسيتُ العاشرةَ، إلَّا أن تكونَ المضمضةَ
[
5
]
```

ولقد بلغ اهتمام الصحابة بأداء هذه السُّنَّة أن حرص عليها خبيب بن عدي رضي الله عنه وهو أسيرٌ ينتظر القتل! فقد روى البخاري عَنِ ابن شهاب رحمه الله قَالَ: «.. فَأَخْبَرَنِي عُبَيْدُ اللَّهِ بْنُ عِيَاضٍ رحمه الله، أَنَّ بِنْتَ الحَارِثِ أَخْبَرَتْهُ: أَنَّهُمْ حِينَ اجْتَمَعُوا اسْتَعَارَ مِنْهَا -أي خبيب بن عدي رضي الله عنه- مُوسَى يَسْتَحِدُّ بِهَا، فَأَعَارَتْهُ..». وبنتُ الحارث هي المرأة التي أوكل لها المشركون حراسة خبيبٍ رضي الله عنه إلى أن يُقْتَل!
واختلف أهلُ العِلمِ في حُكمِ مَن تَرَك الاستحدادَ ونَتْفَ الإبْطِ وقَصَّ الشَّارِبِ وتقليمَ الأظفارِ فَوقَ أربعينَ يومًا على قَولينِ:
القول الأول: يُكره ترْكُ شَعرِ العانةِ، وكذا ترْكُ نَتفِ الإبْط، وقصِّ الشَّارِبِ، وتقليمِ الأظفارِ؛ أكثرَ مِن أربعينَ يومًا، وهذا مَذهَبُ الشَّافعيَّة
القول الثاني: يَحرُمُ ترْكُ شَعرِ العانةِ، وتركُ نَتفِ الإبْط، وقصِّ الشَّارِبِ، وتقليمِ الأظفارِ، أكثرَ من أربعينَ يومًا، وهذا مَذهَبُ الحنفيَّة، واختاره الشَّوكانيُّ وابنُ باز
عن أنسِ بِن مالكٍ رَضِيَ اللهُ عنه قال: ((وُقِّتَ لنا في قصِّ الشَّارِبِ، وتَقليمِ الأظفارِ، ونتْفِ الإبْطِ، وحَلْقِ العانةِ: أنْ لا تُترَكَ أكثرَ مِن أربعينَ))
وقال النووي وغيره: السنة في إزالة شعر العانة الحلق بالموسى في حق الرجل والمرأة معا، وقد ثبت الحديث الصحيح عن جابر في النهي عن طروق النساء ليلا حتى تمتشط الشعثة وتستحد المغيبة، لكن يتأدى أصل السنة بالإزالة بكل مزيل. وقال النووي أيضا: والأولى في حق الرجل الحلق وفي حق المرأة النتف.

## كيفية الاستحداد
الاستحدادَ هو استفعالٌ مِنَ الحديدِ، وهو إزالةُ شَعرِ العانةِ بالحديدِ
.
الأفضَلُ فيه الحَلقُ، وتجوزُ الإزالةُ بأيِّ شيءٍ، كالقصِّ والنَّتفِ والنُّورةِ؛ والرَّجُلُ والمرأةُ في ذلك سواءٌ (وقال المالكية بكراهية النتف للمرأة لأنه من النمص المنهي عنه، بينما ذهب الحنفية والشافعية إلى أفضلية النتف وخص الشافعية بالشابة دون العجوز.
عن جابِرِ بنِ عَبدِ اللهِ رَضِيَ اللهُ عنهما، قال: ((كنَّا مع رسولِ الله صلَّى اللهُ عليه وسلَّم في غَزاةٍ، فلمَّا قَدِمنا المدينةَ ذهبْنا لندخُلَ، فقال: أمهِلوا حتَّى ندخُلَ ليلًا- أي: عِشاءً-؛ كي تمتَشِطَ الشَّعِثَةُ، وتستحِدَّ الـمُغِيبةُ (أي: التي غاب عنها زوجها)
وقال: ((الفِطرةُ خَمسٌ: الخِتان، والاستحدادُ، وقصُّ الشَّارِبِ، وتقليمُ الأظفارِ، ونتفُ الآباطِ))
والاستحداد يقوم به المرء لنفسه منعا لكشف العورة المنهي عنه، إلَّا مَن يحِلُّ له الاطِّلاعُ عليها من زوجةٍ أو أَمَةٍ
لقَولُ الله تعالى: {قُلْ لِلْمُؤْمِنِينَ يَغُضُّوا مِنْ أَبْصَارِهِمْ وَيَحْفَظُوا فُرُوجَهُمْ ذَلِكَ أَزْكَى لَهُمْ إِنَّ اللَّهَ خَبِيرٌ بِمَا يَصْنَعُونَ وَقُلْ لِلْمُؤْمِنَاتِ يَغْضُضْنَ مِنْ أَبْصَارِهِنَّ وَيَحْفَظْنَ فُرُوجَهُنَّ وَلَا يُبْدِينَ زِينَتَهُنَّ إِلَّا مَا ظَهَرَ مِنْهَا }[النور: 30-31].
وقال رسولَ اللهِ صلَّى اللهُ عليه وسلَّم قال: ((لا يَنظُرُ الرَّجُلُ إلى عورةِ الرَّجُلِ، ولا المرأةُ إلى عورةِ المرأةِ، ولا يُفضِي الرَّجُلُ إلى الرَّجُلِ في ثوبٍ واحدٍ، ولا تُفضِي المرأةُ إلى المرأةِ في الثَّوبِ الواحِدِ))